# Yaguaraparo
Yaguaraparo é uma cidade venezuelana, capital do município de Cajigal.